# Olostunturi
Olostunturi är ett berg i Finland. Det ligger i Muonio i landskapet Lappland, i den norra delen av landet, 900 km norr om huvudstaden Helsingfors. Toppen på Olostunturi är 503 meter över havet.
Terrängen runt Olostunturi är huvudsakligen platt. Trakten runt Olostunturi är nära nog obefolkad, med mindre än två invånare per kvadratkilometer. Närmaste större samhälle är Muonio, 5,3 km nordväst om Olostunturi. 